# Principado de Reuss-Greiz
O Principado de Reuss-Greiz (em alemão:  Fürstentum Reuß-Greiz) foi um estado na Alemanha, governada por membros da Casa de Reuss. Os condes Reuss-Greiz, Baixa-Greiz e Alta-Greiz (em alemão:  Reuß zu Greiz, Untergreiz und Obergreiz), foram elevados ao status de Príncipe em 1778. Os seus membros tinham o título de Príncipe Reuss-Gera ou Príncipe Reuss-Greiz. Da mesma forma que os mais numerosos Reuss-Gera, os membros masculinos da casa foram todos nomeados "Henrique", em homenagem ao imperador Henrique VI que beneficiou a família, e foram numerados sequencialmente pelo nascimento, em vez do reinado, que começa com Henrique I (nascido em 1693) e terminando com Henrique XXIV (1878-1927).
Em 1919, no rescaldo da Primeira Guerra Mundial, o território de Reuss-Greiz foi anexado com o da Reuss-Gera como a República de Reuss, que mais tarde naquele ano foi incorporado no novo estado da Turíngia. A linhagem de Reuss-Greiz dissolveu-se em 1927, com a morte de Henrique XXIV que não teve filhos, depois que suas reivindicações foram passadas para a linhagem de Reuss-Gera.